# Forças de Defesa Territoriais da Ucrânia
As Forças de Defesa Territoriais da Ucrânia (em ucraniano:  Війська територіальної оборони) são o componente da reserva militar das Forças Armadas da Ucrânia
As Forças de Defesa Territorial foram formadas após a reorganização dos Batalhões de Defesa Territorial, criados durante a Guerra em Donbas. É formado por reservistas e em casos de guerra pode ser expandido para voluntários civis locais para defesa local, como um caso de mobilização em massa. As Forças de Defesa Territorial também contêm a Legião Internacional de Defesa Territorial da Ucrânia, formada por voluntários estrangeiros.

## História
No final de 2014, o sistema de defesa territorial da Ucrânia foi atualizado. Os batalhões de defesa territorial foram reorganizados e transferidos para a brigada de infantaria mecanizada do Exército. Para substituí-los, foi introduzida gradativamente uma nova estrutura das forças de defesa territorial das Forças Armadas.
O exemplo das Forças Ucranianas foi mais tarde usado pela Polônia para construir suas próprias forças armadas, que a partir de 2015 implementaram uma prática semelhante.
Os comissariados militares regionais formam em sua base batalhões de fuzileiros separados, os comissariados militares distritais (cidade) formam unidades de defesa em uma quantidade de 2 a 5 unidades, dependendo das tarefas atribuídas. Além disso, os comissariados militares regionais e distritais têm uma empresa de defesa de pessoal, envolvida nas tarefas de defesa territorial (TD).
Todas as unidades são compostas de reservistas equipados e convocados pelo serviço militar obrigatório. Elaboração das unidades de TD realizadas no âmbito do encontro educativo do serviço militar (com apelo prático) e das atividades realizadas entre o encontro educativo.
Em 25 de maio de 2021, o presidente Volodymyr Zelensky apresentou uma lei ao Verkhovna Rada (parlamento nacional da Ucrânia) "com base na resistência nacional" que propunha aumentar o número das Forças Armadas da Ucrânia em 11.000 militares. Em 16 de julho de 2021 o parlamento aprovou este projeto de lei e em 29 de julho 29 Zelensky assinou a lei. Em 1 de janeiro de 2022 o número das Forças Armadas aumenta em 11.000: 10.000 para as Forças de Defesa Territorial e 1.000 para as Forças de Operações Especiais.

## Estrutura

### Brigada de Defesa Territorial
- Administração da brigada (sede);
- 4-8 batalhões de infantaria;
- Companhia de bombeiros;
- Companhia de contra sabotagem;
- Bateria de morteiro;

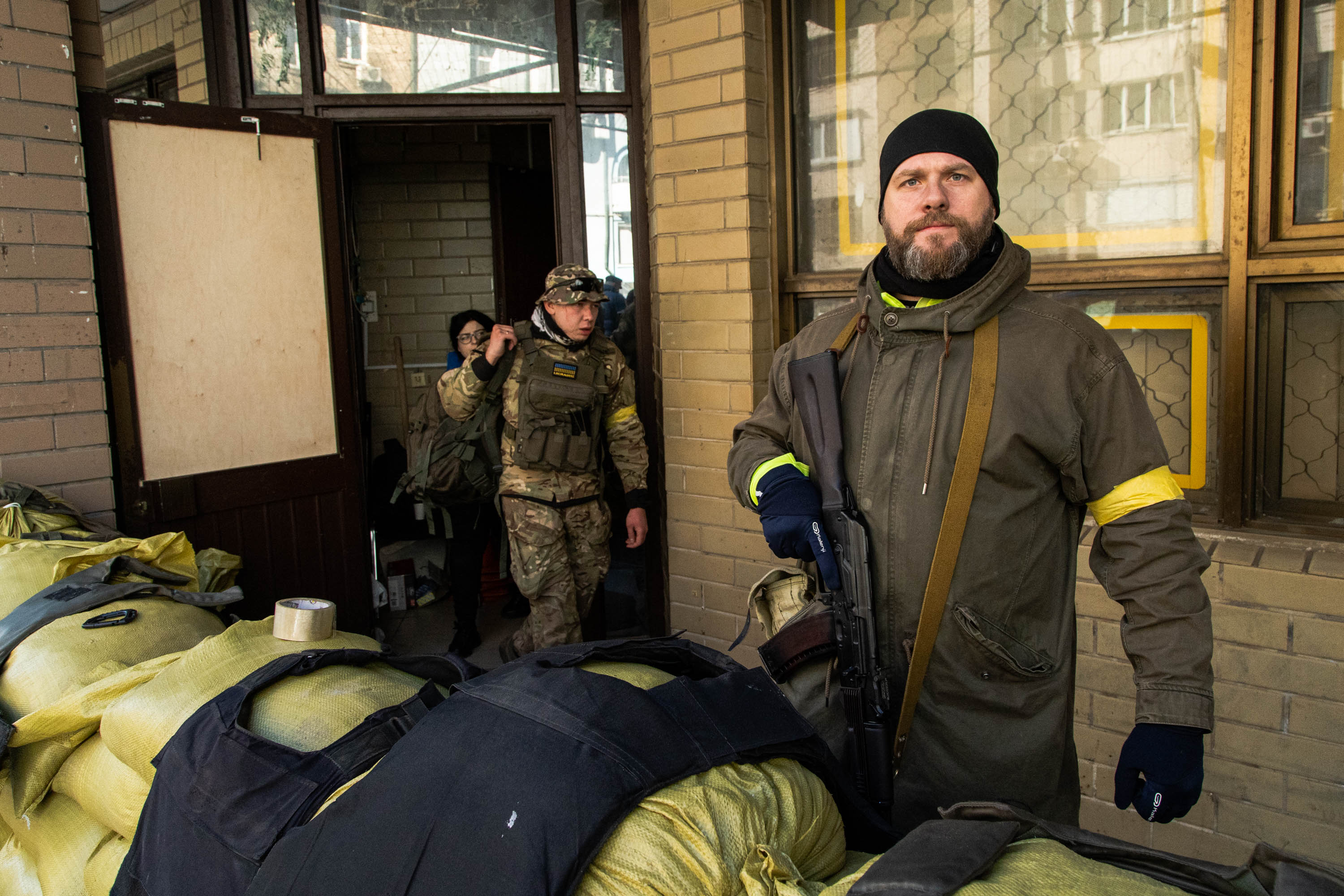
Soldados das forças territoriais durante a Ofensiva de Kiev. 25 de Fevereiro de 2022

- Unidades de combate e apoio logístico.

### Batalhão de Fuzileiros Independentes
- Administração do batalhão (sede);
- 3 companhia de infantaria;
- Companhia de bombeiros;
- Pelotão de reconhecimento;
- Unidade de comunicação de campo;
- Pelotão de engenheiros;
- Pelotão de apoio material;
- Ponto de controle técnico;
- Centro de Saúde.

- Tamanho da unidade: 492 militares

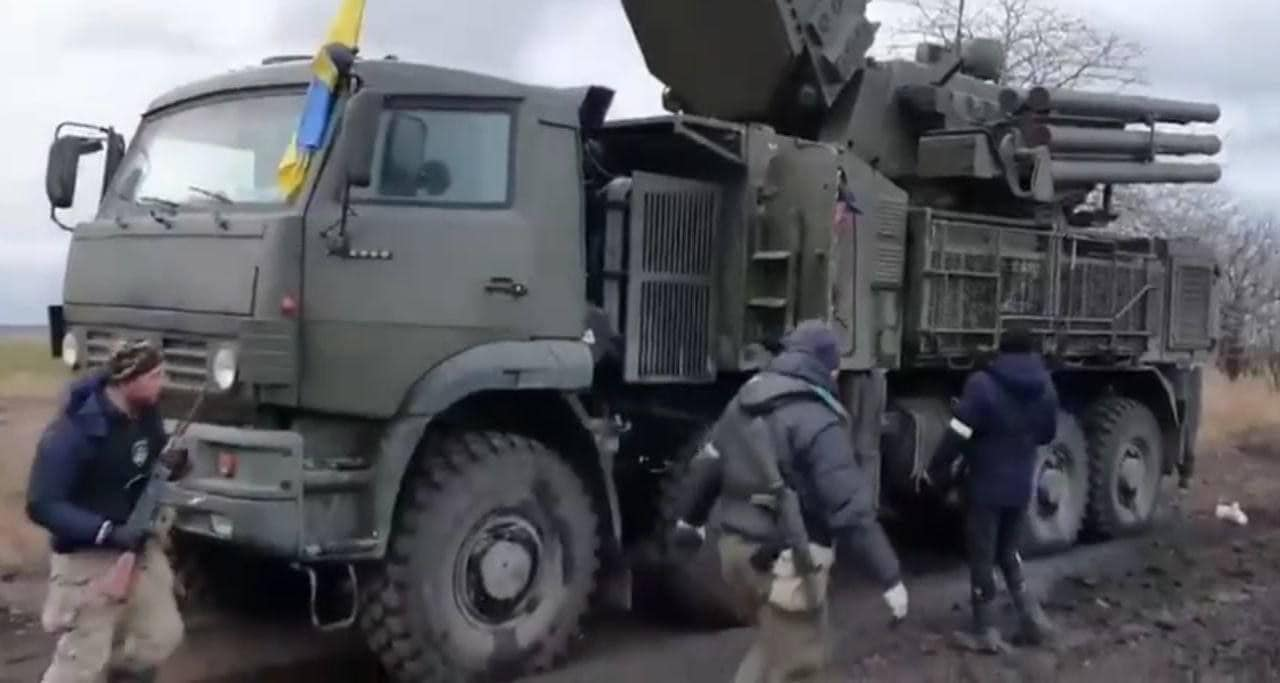
Civis armados das Forças Territoriais capturam um veículo de artilharia antiaérea Pantsir-S1 abandonado.

- Civis armados das Forças Territoriais capturam um veículo de artilharia antiaérea Pantsir-S1 abandonado.Armas: ZU-23-2, Morteiro de 82 mm 2B9 Vasilek, RPG-7, AK-47, PM.

### Companhia de Defesa do Comissariado Militar
- Compania sede;
- 4 pelotões de proteção.

- Tamanho da unidade: 121 militares
- Armas: RPG-7, AK-47, PM.

### Destacamento de Defesa
- Unidade de controle;
- 9 pelotões de infantaria;
- Departamento econômico;
- Departamento de manutenção de engenharia automotiva;
- Centro de Saúde.

- Tamanho da unidade: 278 militares
- Armas: RPG-7, AK-47, PM.

## Unidades

### OC Oeste
- 101ª Brigada de Defesa Territorial Independente
- 102ª Brigada de Defesa Territorial Independente
- 103ª Brigada de Defesa Territorial Independente (Lviv)
- 104ª Brigada de Defesa Territorial Independente
- 105ª Brigada de Defesa Territorial Independente
- 106ª Brigada de Defesa Territorial Independente
- 107ª Brigada de Defesa Territorial Independente

### OC Norte
- 112ª Brigada de Defesa Territorial Independente (Kiev)
- 114ª Brigada de Defesa Territorial Independente (Kiv oblast)
- 115ª Brigada de Defesa Territorial Independente
- 116ª Brigada de Defesa Territorial Independente
- 117ª Brigada de Defesa Territorial Independente (Sumy)
- 118ª Brigada de Defesa Territorial Independente (Cherkasy)
- 119ª Brigada de Defesa Territorial Independente (Chernihiv)

### OC leste
- 108ª Brigada de Defesa Territorial Independente
- 109ª Brigada de Defesa Territorial Independente (Donetsk - Kramatorsk)
- 110ª Brigada de Defesa Territorial Independente
- 111ª Brigada de Defesa Territorial Independente (Luhansk - Sievierodonetsk)
- 113ª Brigada de Defesa Territorial Independente (Kharkiv)

### OC Sul
- 120ª Brigada de Defesa Territorial Independente
- 121ª Brigada de Defesa Territorial Independente (Kropyvnytskyi)
- 122ª Brigada de Defesa Territorial Independente
- 123ª Brigada de Defesa Territorial Independente
- 124ª Brigada de Defesa Territorial Independente (Kherson)

## Objetivo
A defesa territorial em toda a Ucrânia é organizada pelo Estado-Maior Geral das Forças Armadas da Ucrânia, ou administrações regionais nas áreas relevantes, dentro de seus poderes. A supervisão direta da defesa territorial estadual é feita pelo chefe do Estado-Maior; assumindo o Comandante das Forças Armadas a supervisão geral através do Estado-Maior e do Gabinete do Comandante das FDT
Devido às suas tarefas de defesa territorial, as Forças de Defesa Territoriais estão envolvidas nas Forças Armadas da Ucrânia e outras formações militares formadas de acordo com as leis da Ucrânia, incluindo forças de segurança publica, unidades do Serviço de Transporte Especial do Estado, Serviço Especial de Comunicações do Estado da Ucrânia e as autoridades competente do gobierno da republica.
Os comissariados militares regionais formam batalhões de fuzileiros independentes. Os comissariados militares distritais (municipais) formam unidades de defesa no valor de 2 a 5 unidades, dependendo das tarefas atribuídas. Os comissariados militares regionais e distritais dispõem de uma empresa de defesa do estado-maior, envolvida na tarefa de defesa territorial (DT).

### Tarefas
- Proteção de autoridades públicas, governos locais, instalações críticas e comunicações;
- Implantação e serviço de postos de controle;
- Combate à sabotagem e às forças de inteligência do inimigo, formadas por formações armadas anti-ilegais e saqueadores;
- Manter a segurança e proteção em seus respectivos territórios (região, cidade, distrito e município);
- Organização de resistência e/ou grupos guerrilheiros - no caso de território ser capturado pelo inimigo;
- Fornecer operações do busca e resgate e resposta e mitigação de desastres durante casos de desastres naturais e provocados pelo homem em tempos de paz, em apoio a outras organizações uniformizadas.